# Occhiali da vista

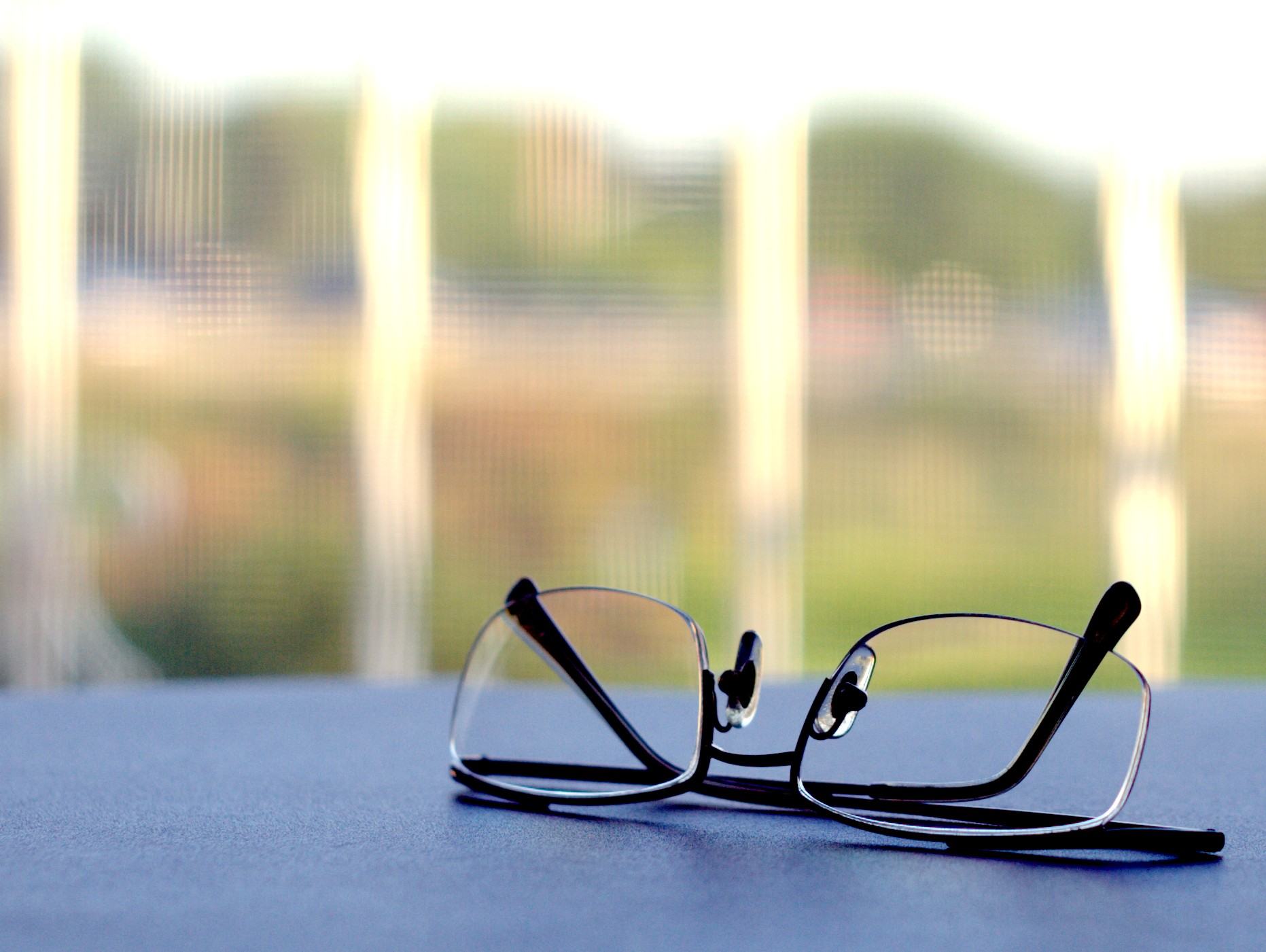
Occhiali da vista moderni

Gli occhiali da vista o occhiali correttivi sono uno strumento ottico di tipo oculistico, prescriti da professionisti sanitari che operano nel campo dell’oftalmologia quali oculista e ortottista. Sono composti da montatura per sorreggere le due lenti oftalmiche atte a consentire la visione ottimale nonostante le anomalie refrattive degli occhi: miopia, ipermetropia, astigmatismo e presbiopia.

## Storia
Il primo uso documentato di lenti correttive per ametropie, risale al primo secolo, quando Plinio il Vecchio scrive che «Neronem principem gladiatorum pugnas spectasse smaragdo» (L'imperatore Nerone assisteva alle battaglie dei gladiatori impugnando uno smeraldo), e per alcuni studiosi è intesa come la testimonianza che Nerone usasse una lente di correzione della miopia, per guardare i giochi gladiatori. Tuttavia è molto probabile che lo smeraldo servisse invece per proteggersi gli occhi dai riflessi del sole sulla sabbia delle arene.Vari altri documenti più certi e completi, ma anche molto più moderni, posizionano la commercializzazione degli occhiali per miopi nel 1400.
L'invenzione e la produzione degli occhiali da vista è avvenuta in Italia, con tutta probabilità a Venezia, nel sec. XIII. Già dal 1100 la Repubblica di Venezia, cogliendo l'importanza di mantenere segreta l'arte della produzione del vetro, confinò le fornaci sull'isola di Murano con la scusa che fossero pericolose in una città costruita per lo più con legno del Cadore e della Carnia, e pertanto vietava ogni fonte di traffico a forestieri e veneziani, sia interna sia esterna, per segretare i lavori. Ciò evidenzia che la produzione di lenti a Venezia era oramai fortemente presente.
I primi documenti certi e ancora esistenti sull'invenzione degli occhiali si trovano in Veneto, in particolare a Treviso, nella Sala del Capitolo del convento domenicano della chiesa di San Nicolò, a partire dal ritratto del cardinale Ugone di Provenza che Tommaso da Modena eseguì nel 1352. Questo affresco è una delle prime testimonianze dell'uso degli occhiali da lettura.
Nei Capitolari delle Arti Veneziane del 1284 si distinguono gli occhiali (roidi da ogli) dalle lenti d'ingrandimento (lapides ad legendum), e si prevedono pene per chi fabbrica occhiali in vetro: dunque l'arte di costruirli non era una novità, poiché solo un'arte consolidata è tanto remunerativa da essere contraffatta. È probabile che qualche cristalliere, dato che il vetro costa meno ed è più facile da lavorare, lo spacciasse per cristallo. Nel Capitolare del 2 aprile 1300,  il capitolo XL (40) elenca vari oggetti tra cui le lenti d'ingrandimento e, per la prima volta, quelle per occhiali (roidi de botacelis et da ogli e lapides ad legendum). Seguono un nuovo capitolare nel 1301 e i successivi fino al 1330, passando dal latino al volgare e assumendo la dizione rodoli de vero per ogli per lezer.
Il 23 febbraio 1305, in una predica presso la basilica di Santa Maria Novella in Firenze (consultabile nei codici Riccardiani, Ashburnhamiano e Palatino), il domenicano beato Giordano da Pisa o Rivalto comunica al popolo che «non è ancora venti anni che si trovò l'arte di fare gli occhiali che fanno vedere bene, ch'è una delle migliori arti e delle più necessarie che 'l mondo abbia, ed è così poco che si trovò: arte novella che mai non fu... io vidi colui, che prima le trovò, e fece e favellaigli». Di qualche anno dopo è il documento della Cronaca del convento domenicano di Santa Caterina (Pisa), ove risiedeva il beato Giordano da Rivalto, in cui si ricorda frate Alessandro della Spina, morto nel 1313, «modesto e buono, il quale quello che fatto vedeva sapeva egli rifare. Gli occhiali (ocularia) che altri per primo aveva fatto e non voleva comunicarne il segreto, fece egli ed a tutti comunicò lieto (ylari) e volonteroso». Nel XVII secolo Ferdinando Leopoldo Del Migliore nel suo libro del 1684 Firenze città nobilissima illustrata per campanilismo attribuirà l'invenzione degli occhiali a un fiorentino, tale Salvino degli Armati. Il falso fu smascherato da Isidoro Del Lungo e Alessandro Volpi, accademico della Crusca, nel 1909.
Giordano da Rivalto, presi i voti nel 1280 presso il convento di Santa Caterina, si trasferì a Bologna per continuare gli studi prima di andare a Parigi, da dove rientrò nel 1302. Probabilmente a Bologna poté conoscere i confratelli veneziani che avevano la loro sede nel cuore della città, presso la chiesa di San Giacometto di Rialto, e parlare a colui che inventò l'occhiale, ma senza apprendere il segreto della produzione, in quanto vietato dalla Serenissima. Al rientro a Pisa il beato Giordano aveva quarant'anni (si apprestava pertanto all'età della presbiopia) e frate Alessandro, visti gli occhiali portati dal beato Giordano, riuscì a riprodurli e perciò fu il primo a divulgarne in Toscana l'arte della costruzione: nella cronaca del convento di Santa Caterina di Pisa è detto che il frate domenicano Alessandro della Spina (morto nel 1313) «rifece e rese nota l’invenzione degli occhiali, che qualcun altro aveva per primo realizzata ma non voluto diffondere».
I primi occhiali si appoggiavano direttamente sul naso, come una sorta di pince-nez (pinza-naso). L'aggiunta delle stanghette è attestata nel 1564 dal dipinto Adorazione dei magi di Pieter Brueghel il vecchio. L'applicazione razionale di questo ausilio si deve a Franciscus Donders, oftalmologo olandese, che per primo prescrisse lenti con potere corrispondente alla correzione del difetto visivo . La prima industrializzazione dell'occhiale, in Italia, avvenne nel 1878 per opera di Angelo Frescura che aprì la fabbrica a Calalzo di Cadore, dando inizio a quello che è diventato il distretto industriale dell'occhiale.

## Descrizione
Le montature possono inoltre supportare lenti prismatiche per la correzione di diplopie e disturbi alla motilità oculare estrinseca oltre che ausili per ipovisione la cui riabilitazione invece è competenza solo di ortottisti. La montatura degli occhiali si appoggia solitamente al naso e alle orecchie, serve per mantenere stabili i centri diottrici delle lenti sugli occhi, ma generalmente limita il campo visivo; la visione centrale risulta quella migliore, poiché la periferia della lente potrebbe distorcere le immagini, anche se le lenti oftalmiche sono specificatamente costruite per evitare il più possibile questi difetti. 
Le lenti per correggere la ipermetropia sono lenti positive e ingrandiscono le immagini (similmente alle lenti di ingrandimento e a quelle per presbiopia), al contrario, le lenti per correggere la miopia, sono lenti negative che rimpiccioliscono le immagini; la correzione astigmatica è creata da una lente selettiva.
La presbiopia non rientra nei vizi di rifrazione, per cui gli "occhiali da lettura" o "da vicino" non sono occhiali da vista, e infatti non vengono specificati come dispositivo ottico obbligatorio alla guida. Per la stessa ametropia è possibile usare lenti a contatto equivalenti, anche se potrebbero essere inadatte per alcune condizioni.

## Tipologie particolari

### Occhiali a lenti brunite

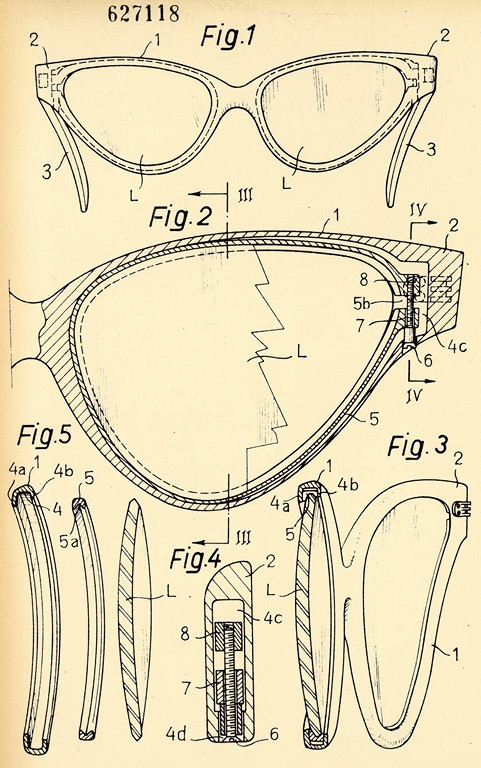
Disegno per il brevetto per una montatura metallica per occhiali, Milano, 1960.

Se dotati di lente abbrunata (comunemente detta "filtro"), sono chiamati "occhiali da vista con protezione solare". Gli occhiali da sole, non rientrano tra gli occhiali da vista, in quanto le loro lenti sono dei semplici "vetri" senza potere diottrico. Tuttavia, chi necessita di occhiali da vista da usare durante il giorno, con un valore di protezione o filtro solare, si farà costruire degli occhiali da vista "bruniti" quanto desidera (entro la legalità dei dispositivi in vigore). Le lenti con protezione solare, in commercio in Italia, devono riportare obbligatoriamente il marchio CE seguito dall'indicazione della categoria di protezione (che va da zero a quattro, a volte indicata con asterischi) che indica il livello di attenuazione della luce indotto dal filtro nel campo del visibile. I filtri di categoria 4 non sono adatti alla guida. La dicitura "UV 400" sta a indicare che la trasmittanza dei raggi UVA e UVB rispetta la normativa vigente. È bene ricordare che lenti da sole di bassa qualità, specie se usati in condizioni estreme (come sui ghiacciai o in alta quota), possono generare gravi danni alla retina fino alla cecità temporanea. 

### Occhiali stenopeici

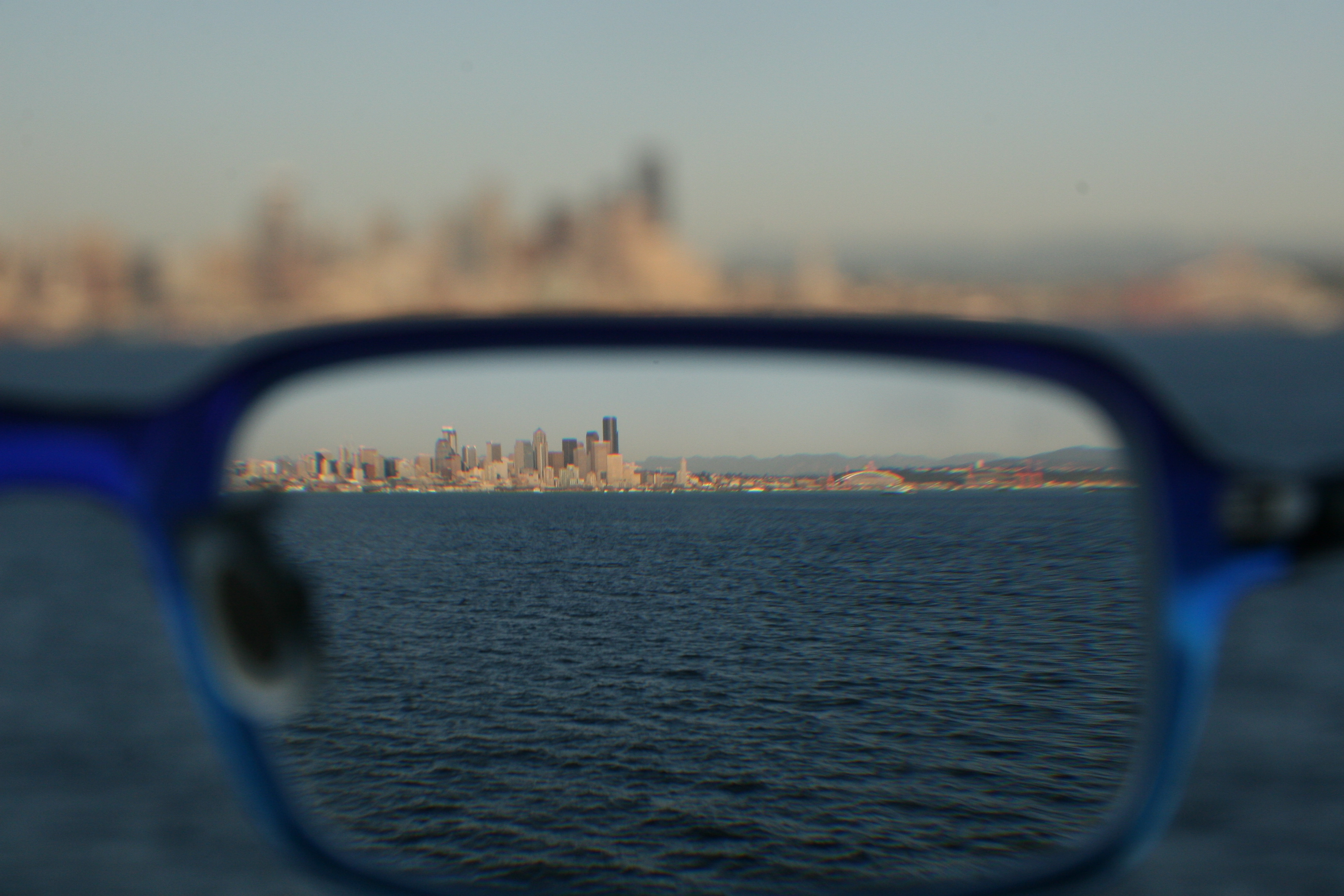
Immagine della città di Seattle attraverso lenti di rifrazione

Alcuni occhiali forniti di lenti speciali (diversamente colorate o polarizzate, oppure a "LCD shutter") consentono una visione tridimensionale di immagini bidimensionali (stereoscopia). 
Gli occhiali stenopeici sono utilizzati dagli oculisti per il trattamento di alcuni difetti visivi, facendoli alternare per alcune ore ai comuni occhiali da vista. 

### Occhiali con filtri
Esistono poi altre tipologie di lenti-filtro per varie attività: per i saldatori, per giardinieri, da sub, da piscina, ecc e con caratteristiche idonee alla tipologia d'uso.

## Importanza dell'igiene
Se gli occhiali non sono puliti adeguatamente, possono formarsi nel tempo depositi che sono il terreno di coltura ideale, un "collante" per lo sviluppo di colonie di microrganismi patogeni, quali funghi e batteri, che si moltiplicano velocemente e quindi possono provocare infezioni oculari. Esiste una flora batterica di funghi e batteri che normalmente vivono nell'occhio sano. I microrganismi patogeni, che crescono nell'occhiale o nella lente a contatto sporca, si propagano per via aerea e possono giungere a contatto della cornea, fino a provocare una cheratite.
Per mantenere puliti gli occhiali ed evitare depositi di batteri, è meglio evitare di utilizzare il lembo delle magliette poiché sporco e polvere potrebbero graffiare la lente, soprattutto nel periodo estivo. Meglio utilizzare dei panni in microfibra puliti. Per sporco grasso meglio utilizzare appositi spray pulisci lenti che non rovinino i trattamenti della lente.

## Cartelli e segnali

Segnale di obbligo di utilizzo di occhiali protettivi secondo la norma internazionale ISO 7010.
Segnale di obbligo di utilizzo di occhiali protettivi opachi secondo la norma internazionale ISO 7010.

## Nel mondo

### In Europa
Nell'ambito della Comunità Europea, quando sono utilizzati come dispositivo di protezione individuale, gli occhiali protettivi destinati ad essere utilizzati in ambito lavorativo devono essere provvisti di marcatura CE ai sensi del Regolamento sui dispositivi di protezione individuale, che richiede diversi obblighi per i fabbricanti, tra cui anche la redazione di apposite istruzioni per l'uso e della dichiarazione di conformità UE (salvo nel caso delle eccezioni indicate nella stessa normativa).

## Galleria d'immagini

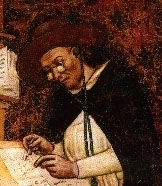
Dettaglio del ritratto di Hughes de Saint-Cher, dipinto da Tommaso da Modena nel 1352
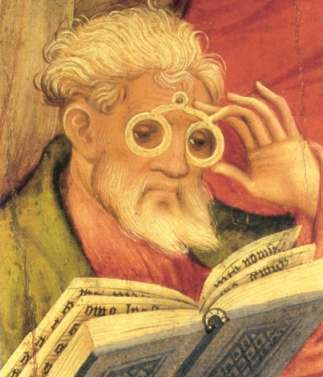
L'apostolo degli occhiali di Konrad von Soest (1403, dove il soggetto utilizza dei binocles-ciseaux od occhiali a forbice)
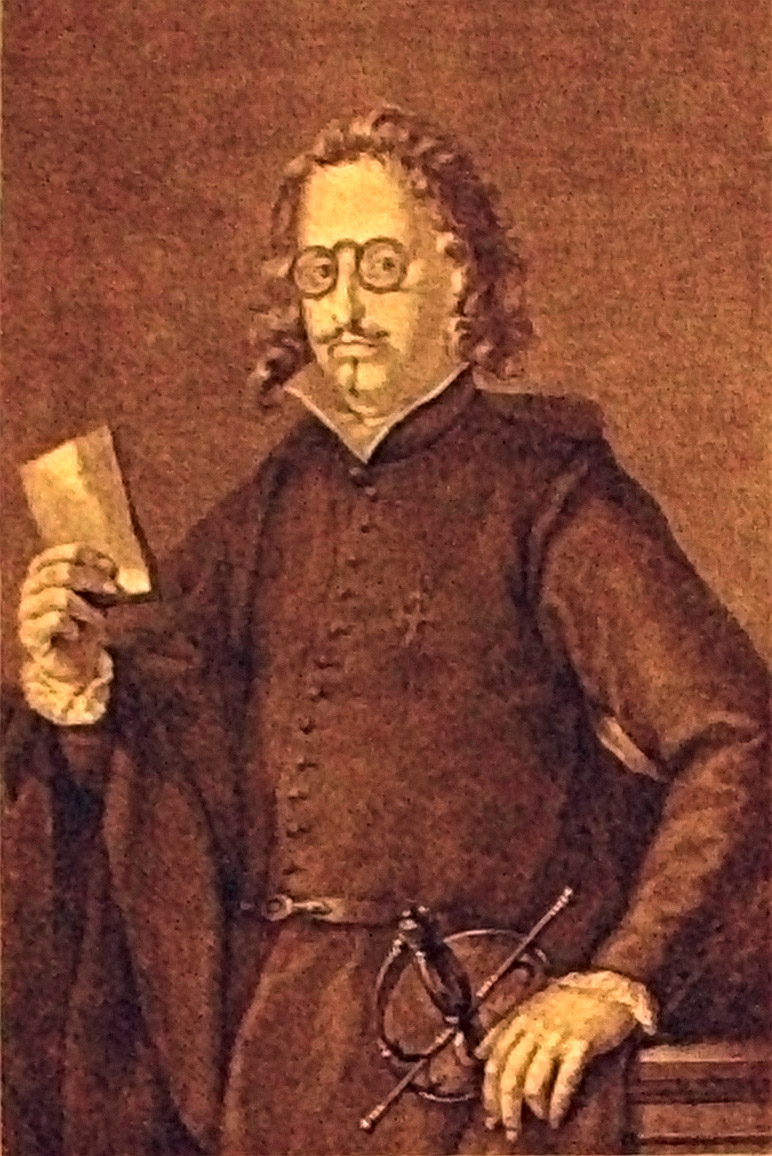
Ritratto di Francisco De Quevedo y Villegas
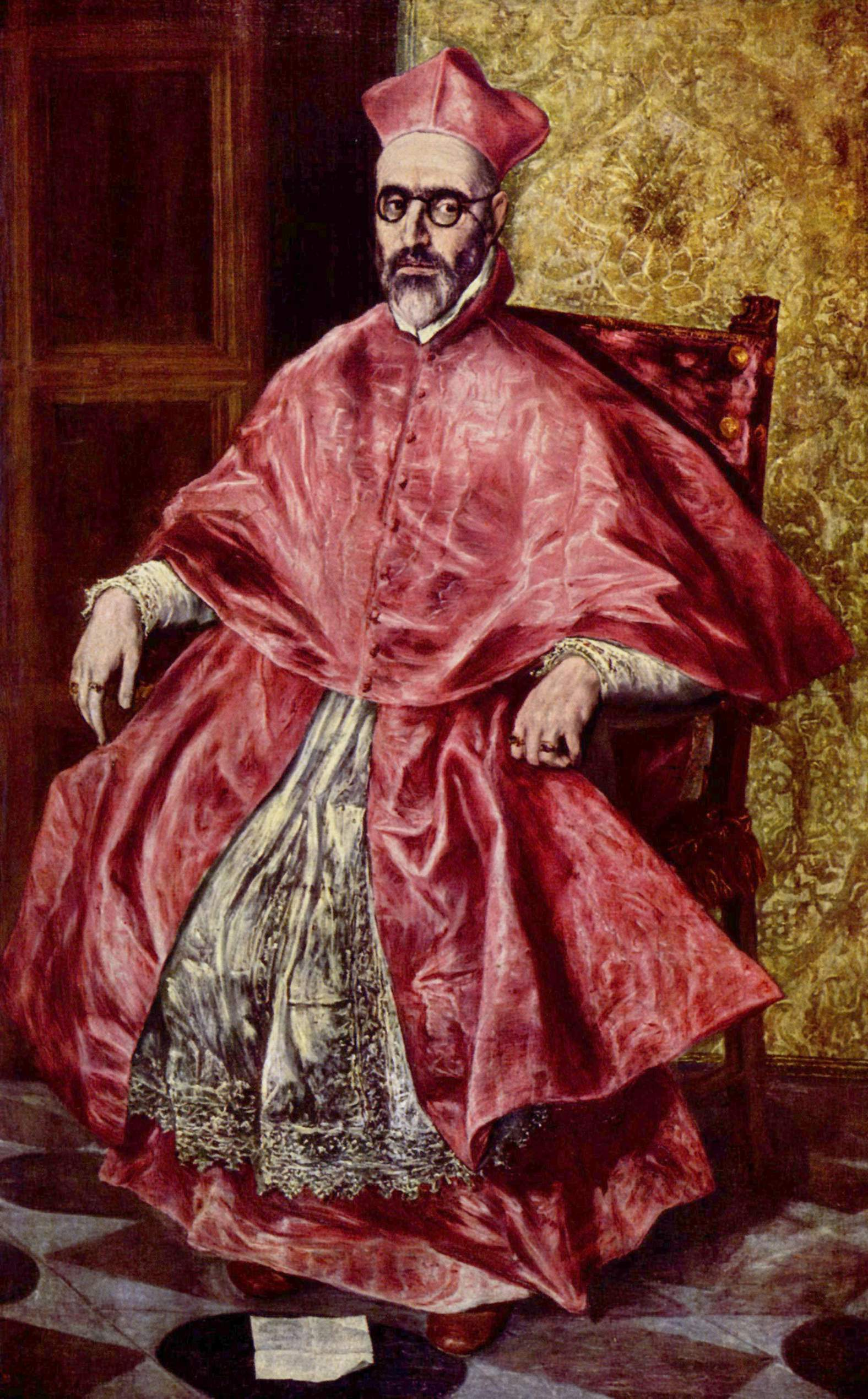
Ritratto di cardinale